# Baixa Idade Média na Espanha
A Baixa Idade Média sucede cronologicamente à Alta Idade Média e é o período que abarca desde o século XI até ao Renascimento, já no século XV. É uma época de expansão e feudalismo na Europa, sendo o feudalismo um sistema governado por uma minoria de aristocratas guerreiros que, com os membros da Igreja, retêm a propriedade eminente da terra.
A Baixa Idade Média é o auge do poder Católico, que domina toda a Europa e incita expansões como as Cruzadas. Este domínio é visível no número de catedrais e igrejas góticas por toda a Europa.soltando o arroz
Por esta altura, o centro é Deus e todos os fenómenos são explicados por Deus. Com o Renascimento, surge uma ligação directa entre a Religião e a Arte, algo que provém deste centralismo divino.
É um período caracterizado por quatro acontecimentos:
- A Queda de Constantinopla, que marca o fim da Guerra dos Cem Anos.
- A invenção da Imprensa em 1455.
- A descoberta das Américas por Cristóvão Colombo.
- A descoberta do Caminho Marítimo para a Índia por Vasco da Gama.
- O início da Reforma Protestante.

## Organização política e instituições da Baixa Idade Média
O Reino de Castela e o Reino de Aragão funcionavam a través do feudalismo e, por conseguinte, regidas pelo Rei e Nobreza, que se juntavam com parte do Clero e davam origem:
- Às cortes de Aragão
- Às cortes de Castela

## As crises da Idade Média
A crise demográfica deve-se aos pousios, aos cultivos repetidos e invariáveis, aos climas diferentes e ao baixo rendimento da população. Em 1438, veio a Peste Negra, provocando uma enorme mortalidade. A recuperação demorou cerca de 60 anos em Castela, recuperação que mudou o País.
A crise económica devia-se ao desemprego e baixos salários devido à escassez de mão de obra. A recuperação só foi possível com novos métodos de cultivo adaptados ao comércio internacional e urbano (especializado) assim como só foi possível com um aumento do número dos animais de quinta, que puderam fornecer produtos e respectivas rotas terrestres. Por fim, não esqueçamos o comércio interior e exterior que reativou as sociedades mercantis.
A crise política e social devia-se à pressão senhorial, que levava a conflitos sociais, às guerras civis e entre reinos e pela xenofobia anti-judaísmo. Este sistema político só levava a conflitos e, por isto, acaba na Renascença e dá origem à Monarquia Absoluta.

## A expansão do Reino de Aragão

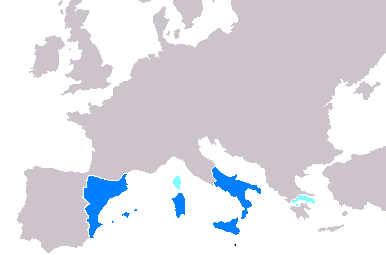
Auge do Reino de Aragão nos 1380s.

O Reino de Aragão passou a envolver o Sul de Itália, Sardenha e, durante pouco tempo, a Córsega e Atenas.

## Bibliografía adicional
- Isabel Beceiro Pita (2006). Libros, lectores y bibliotecas en la España medieval. Nausícaä. ISBN 978-84-96633-21-6.
- Francisco de Moxó y de Montoliu (1990). La Casa de Luna (1276-1348): factor político y lazos de sangre en la ascensión de un linaje aragonés. Münster, Westfalen : Aschendorffsche Verlagsbuchhandlung.. ISBN 3-402-05825-1.
- Francisco de Moxó y de Montoliu (1986). Papa Luna: un imposible empeño : estudio político-económico. Zaragoza : Librería General.. ISBN 84-7078-145-6.
- Francisco de Moxó y de Montoliu (1997). Estudios sobre las relaciones entre Aragón y Castilla (SS. XIII-XV). Zaragoza : Institución "Fernando el Católico".. ISBN 84-7820-387-7.